# Citroën Ami (1961)

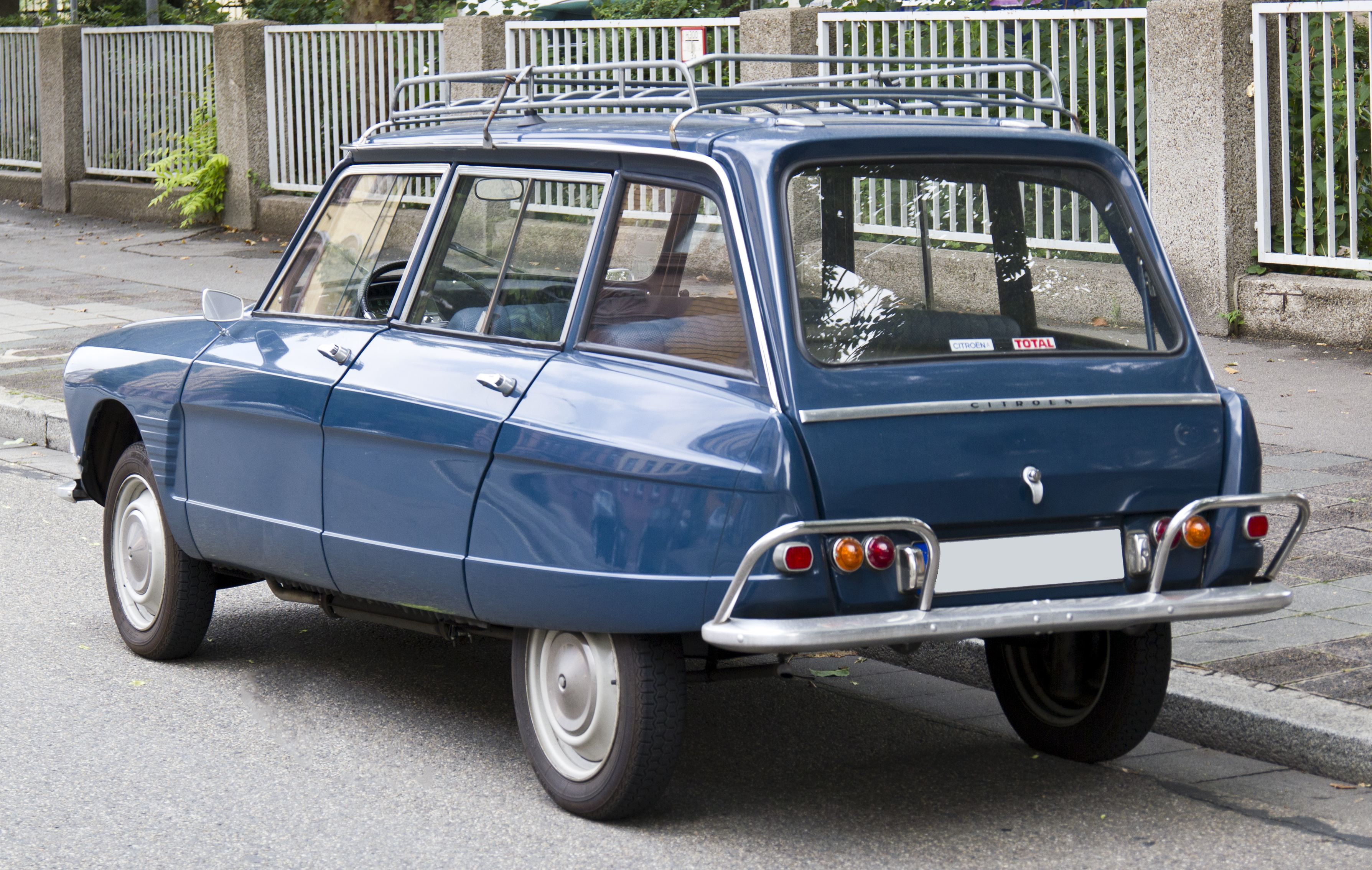
Citroën Ami 6 Break

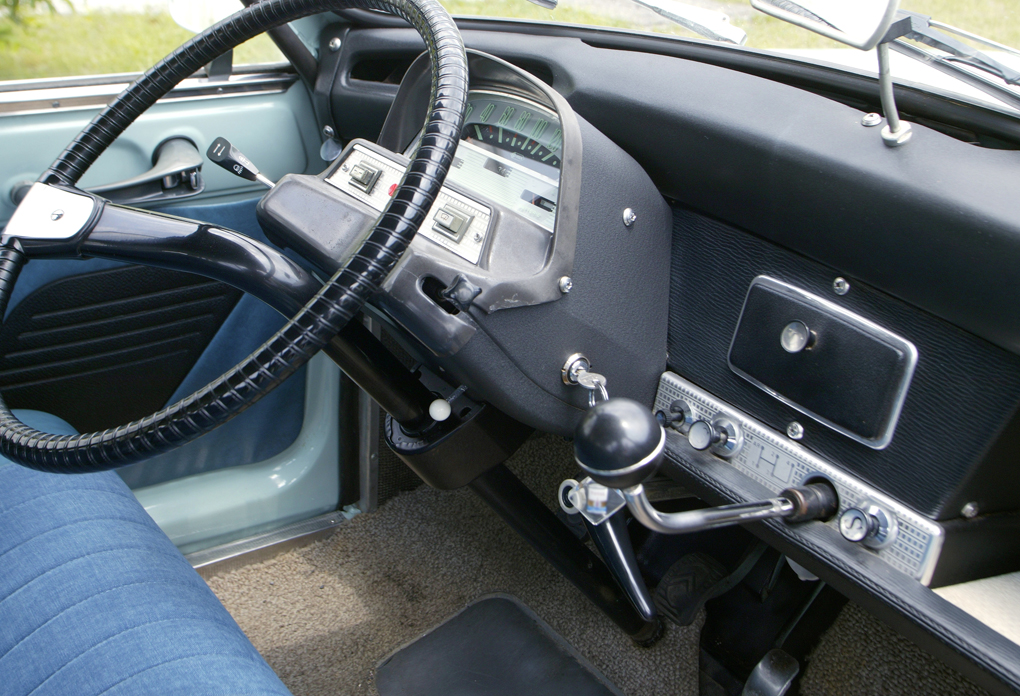
Citroën Ami 6, deska rozdzielcza

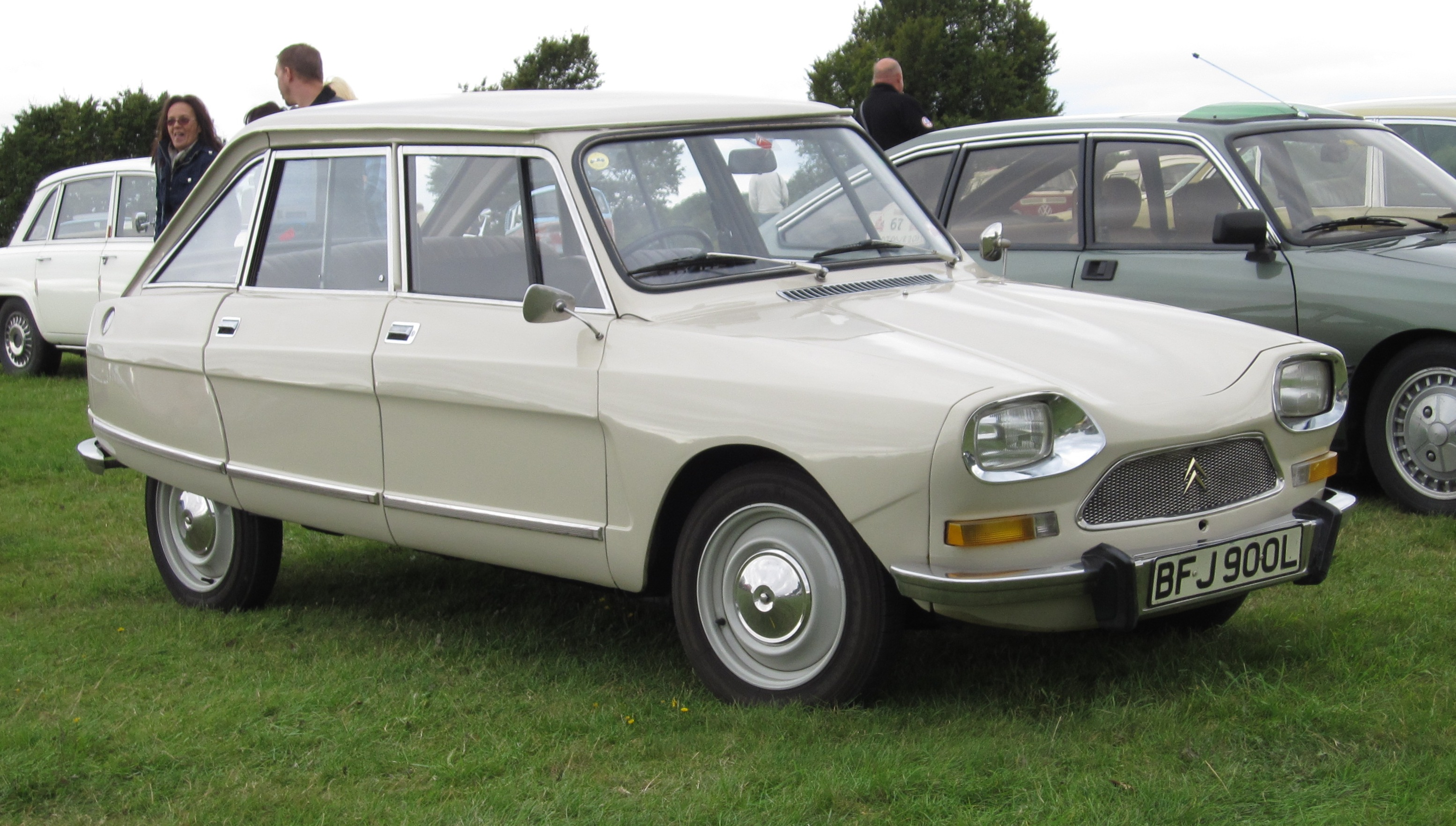
Citroën Ami 8

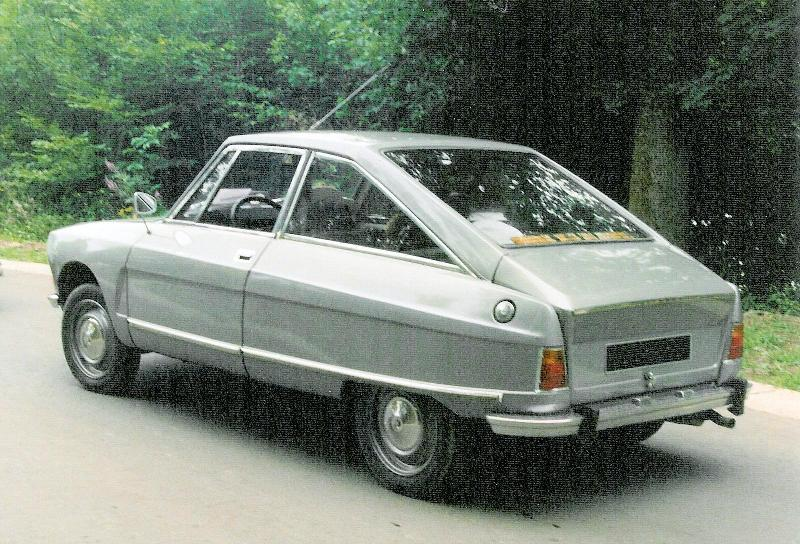
Citroën M35

Citroën Ami (fr. przyjaciel) – osobowy samochód kompaktowy, produkowany przez francuski koncern Citroën w latach 1961–1978. Jeden z najpopularniejszych modeli w historii tej marki. Wyprodukowano 1 840 396 egzemplarzy.

## Geneza
Po zaprezentowaniu przez Renault modelu R4 w 1961 Citroën musiał zareagować na potrzeby rynku, produkując auto nowocześniejsze i nieco większe, niż przestarzały 2CV. Model Ami miał wypełniać lukę w ofercie firmy pomiędzy modelem 2CV a Citroënem DS. Wszystkie te trzy samochody zostały zaprojektowane przez Flaminio Bertoniego – model Ami był ostatnim projektem tego artysty wykonanym dla francuskiej firmy.

## Ami 6
W samochodzie zostało wykorzystane podwozie oraz silnik, pochodzące z 2CV. Założenia projektu przewidywały konstrukcję auta do wygodnego przewozu 4 osób. Przy wymiarach narzuconych przez podwozie wymusiło to poprowadzenie wysoko linii dachu i zamocowanie tylnej szyby odwrotnie skośnej do kierunku jazdy. Początkowo planowano zastosować większy silnik, jednak ostatecznie wybrano dużo słabszą jednostkę pochodzącą z modelu 2CV i w związku z tym maskę silnika można było pogłębić. Zastosowano także reflektory prostokątne, zajmujące mniej miejsca niż tradycyjne, okrągłe. Był to pierwszy samochód z tego typu oświetleniem, obok Forda Taunusa. Siedzenia Ami były łatwo demontowalne – materiały reklamowe zawierały fotografie foteli używanych jako krzesła piknikowe.
Do napędu stosowano dwucylindrową jednostkę M4 o przeciwległych cylindrach o pojemności 602 cm³, mocy 22 KM z chłodzeniem powietrznym, którą wzmocniono najpierw do 26 KM w 1964 roku i następnie do 28 KM w 1968. W 1968 zastąpiono oryginalną jednostkę silnikiem typu M28 tej samej pojemności, ale o mocy 35 KM. Skrzynia biegów miała 4 przełożenia, biegi 2-4 były synchronizowane. Napęd przekazywany był na przednią oś. Hamulce przednie i tylne miały konstrukcję bębnową.
Samochód oferowany był w kilku wersjach wyposażeniowych: Tourisme, Comfort i Club. Ta ostatnia wyróżniała się m.in. 4 okrągłymi reflektorami przednimi, a wersja Tourisme posiadała lakierowane pod kolor nadwozia ramki reflektorów oraz fotele z modelu 2CV. Samochody przeznaczone na eksport do Stanów Zjednoczonych, posiadały lampy z wersji Club razem z nowymi kierunkowskazami, wykonaną ze stali nierdzewnej atrapę chłodnicy, powiększone zderzaki, cztery czerwone światła tylne oraz inne mocowanie tablicy rejestracyjnej.
Wersja sedan (Berline) nie była zbyt popularna – dopiero model kombi (Break), wprowadzony w sierpniu 1964 roku odniósł znaczny sukces rynkowy. Ładowność wersji Break wynosiła 320 kg.
W 1965 na bazie wersji Break zbudowano model dostawczy Service, został on pozbawiony pary tylnych drzwi i okien. W 1967 pojawiła się przeszklona wersja Ami 6 Service Vitrée. Zastosowano w niej nowe tylne lampy zespolone, użyte później przy produkcji modelu Ami 6 (od 1968), Ami 8 i kolejnych wersjach 2CV (4 oraz 6).
Wersję Ami 6 Berline produkowano do roku 1969, bardziej lubiany Ami 6 Break dwa lata dłużej, do 1971. Wersję Ami 6 Service w 1969 zastąpiono Ami 8 Service.

## Ami 8
Ami 8 został zaprezentowany na salonie samochodowym w Genewie w 1969 roku. Zaprojektowała go firma Heuliez i był to czterodrzwiowy hatchback oraz pierwszy osobowy samochód Citroen z blaszanym dachem. Usunięto również ujemny kąt tylnej szyby, który miał zastosowanie w Ami 6. Ami 8 wyposażano w silnik o pojemności 597 cm³ i mocy 32 KM osiąganej przy 5750 obr./min. W zawieszeniu pojazdu wprowadzono amortyzatory teleskopowe przy kołach przednich i tylnych oraz drążki reakcyjne z przodu. Takie rozwiązanie ograniczało charakterystyczne dla Citroenów 2CV i Dyane przechyły nadwozia na zakrętach. Średnica zawracania samochodem wynosiła 11 m, a dopuszczalna nośność samochodu 325 kg. Zbiornik paliwa miał pojemność 31 litrów.
W 1973 wprowadzono nowy silnik – czterocylindrowy bokser chłodzony powietrzem o pojemności 1015 cm³ i mocy 53,5 KM z modelu GS, razem ze skrzynią biegów i przednimi hamulcami tarczowymi oraz zawieszeniem z wahaczami wzdłużnymi.
Samochód osiągał prędkość maksymalną 140 km/h. Silnik ten oferowano w modelu Ami 8 Super, do roku 1976, kiedy wstrzymano produkcję po wytworzeniu około 42 000 egzemplarzy różnych wersji tego auta.

## M35
W latach 1969–1971 Heuliez na bazie Ami 8 zbudował także serię prototypów coupé o nazwie M35, lecz poza elementami przodu samochodu, w M35 nie wykorzystywano podzespołów z Ami 8. Auto posiadało silnik z tłokiem obrotowym (tzw. silnik Wankla) o pojemności 995 cm³ i mocy 49 KM. Maksymalna prędkość wynosiła 144 km/h. Oferowano je wyłącznie wyselekcjonowanym klientom do testów za 14 000 franków. Każdy prototyp posiadał swój numer seryjny, wypisany na lewym przednim nadkolu. Planowano wyprodukować 500 sztuk, lecz udało się wykonać tylko 267 egzemplarzy.

## Produkcja
Model Ami był pierwszym samochodem produkowanym w fabryce La Janais w Rennes, otwartej w 1961 roku.
Samochody Ami produkowano również w Vigo w Hiszpanii od 1967 do 1978 pod nazwami:
- Ami 6 Break: (silnik typu M4): Citroën Break 3CV,
- Ami 6 Break: (silnik typu M28): Citroën Dynam – posiadał również inne lampy tylne[2],
- Ami 8 Berline: Citroën 8 lub C-8,
- Ami 8 Break: Citroën 8 Familiar albo Citroën Familiar.

Model Ami 6 produkowano także w zakładach TOMOS w Jugosławii w mieście Koper.

## Testy
Ami 6 testowany przez brytyjski magazyn The Motor w 1962 r. osiągnął prędkość maksymalną 105,1 km/h i mógł przyśpieszać od 0 do 80 km/h w 30,3 s. Średnie spalanie wyniosło 5,3 l/100 km. Cena samochodu testowego po wliczeniu opłat wynosiła 823 funty.